# Simple Asynchronous File Transfer
| Anwendung  | SAFT            | SAFT            | SAFT            | SAFT            | SAFT            |
| Transport  | TCP             | TCP             | TCP             | TCP             | TCP             |
| Internet   | IP (IPv4, IPv6) | IP (IPv4, IPv6) | IP (IPv4, IPv6) | IP (IPv4, IPv6) | IP (IPv4, IPv6) |
| Netzzugang | Ethernet        | Token Bus       | Token Ring      | FDDI            | …               |

Simple Asynchronous File Transfer (SAFT) ist ein Netzwerkprotokoll, das dem einfachen, asynchronen Datenaustausch dient.

## Beschreibung
SAFT ist ein Dateiübertragungsprotokoll und mit dem File Transfer Protocol (FTP) vergleichbar. Es könnte als Mischung von FTP und E-Mail charakterisiert werden. Es ist auch möglich, Nachrichten über SAFT an Benutzer zu schicken, die dann – ähnlich dem Unixbefehl write – direkt im Terminal angezeigt werden. Der Dateitransfer geschieht generell nur vom lokalen Rechner auf einen entfernten Rechner, also nur Upload, kein Download. Es ist möglich, die Dateien mittels PGP digital zu signieren. Die zu übertragenen Daten werden standardmäßig komprimiert.
Auf Empfängerseite werden die Daten in einem Spoolverzeichnis gesammelt und können vom Benutzer später von dort abgerufen werden. Die Installation und Inbetriebnahme des Daemon ist sehr einfach. SAFT verwendet den Port 487, der auch bei der Internet Assigned Numbers Authority (IANA) registriert ist.
Sendfile ist eine Implementierung des SAFT-Protokolls.
F*EX ist der Nachfolger von SAFT/sendfile.